# Dylemat
Dylemat (z gr. διλήμματος dilemmatos 'podwójny lemat') – w logice tradycyjnej niezawodne schematy wnioskowań, w których przesłankami są dwa zdania warunkowe i alternatywa (nierozłączna), z których każdemu już na gruncie klasycznego rachunku zdań odpowiada właściwe prawo logiczne. Wyróżniono cztery typy takich schematów wnioskowań – dylematy:
- konstrukcyjny prosty;
- konstrukcyjny złożony;
- destrukcyjny prosty;
- destrukcyjny złożony.

## Dylematy konstrukcyjne

### Prosty
Jest to schemat postaci:
| Jeśli a, to c |
| Jeśli b, to c |
| a lub b       |
|               |
| c             |
W klasycznym rachunku zdań odpowiada mu prawo:
{\displaystyle ((p\rightarrow r)\land (q\rightarrow r)\land (p\lor q))\rightarrow r.}
zwane prawem dylematu konstrukcyjnego prostego.

### Złożony
Jest to schemat postaci:
| Jeśli a, to b |
| Jeśli c, to d |
| a lub c       |
|               |
| b lub d       |
W klasycznym rachunku zdań odpowiada mu prawo:
{\displaystyle ((p\rightarrow q)\land (r\rightarrow s)\land (p\lor r))\rightarrow (q\lor s).}
zwane prawem dylematu konstrukcyjnego złożonego.

## Dylematy destrukcyjne

### Prosty
Jest to schemat postaci:
| Jeśli a, to b   |
| Jeśli a, to c   |
| nie-b lub nie-c |
|                 |
| nie-a           |
W klasycznym rachunku zdań odpowiada mu prawo:
{\displaystyle ((p\rightarrow q)\land (p\rightarrow r)\land (\neg q\lor \neg r))\rightarrow \neg p.}
zwane prawem dylematu destrukcyjnego prostego.

### Złożony
Jest to schemat postaci:
| Jeśli a, to b   |
| Jeśli c, to d   |
| nie-b lub nie-d |
|                 |
| nie-a lub nie-c |
W klasycznym rachunku zdań odpowiada mu prawo:
{\displaystyle ((p\rightarrow q)\land (r\rightarrow s)\land (\neg q\lor \neg s))\rightarrow (\neg p\lor \neg r).}
zwane prawem dylematu destrukcyjnego złożonego.